# 2006 في الهند
فيما يلي قوائم الأحداث التي وقعت خلال عام 2006 في الهند.

## سياسة

### تعيين في المنصب
- 24 أكتوبر – براناب مخرجي وزير الشؤون الخارجية.

### انتهاء فترة المنصب
- 26 أكتوبر – براناب مخرجي وزير الدفاع الهندي [الإنجليزية]‏.

## ظهور
- 1 يناير – مكسيم

## أفلام
من الأفلام التي صدرت هذه السنة في الهند:
- 1 يناير – 36 شارع الصين من إخراج Mastan Alibhai Burmawalla ‏، Abbas Alibhai Burmawalla ‏.
- 1 يناير – تلك اللحظات من إخراج Mohit Suri [الإنجليزية]‏.
- 1 يناير – دون من إخراج فرحان أختر.
- 1 يناير – دووم 2 من إخراج سانجاي جادفي.
- 1 يناير – ديفاداسو من إخراج Y. V. S. Chowdary [الإنجليزية]‏.
- 1 يناير – راخي من إخراج Krishna Vamsi [الإنجليزية]‏.
- 1 يناير – رانج دي باسانتي من إخراج Rakeysh Omprakash Mehra [الإنجليزية]‏.
- 1 يناير – رحلة من الخطبة إلى الزواج من إخراج Sooraj Barjatya [الإنجليزية]‏.
- 1 يناير – فناء من إخراج كونال كوهلي.
- 1 يناير – كابهي ألفيدا نا كيهنا من إخراج كاران جوهر.
- 1 يناير – كيدي من إخراج جيوتي كريشنا [الإنجليزية]‏.
- 1 يناير – نادي القتال من إخراج Vikram Chopra [الإنجليزية]‏.
- 23 يونيو – كريش من إخراج راكيش روشان.
- 1 سبتمبر – استمر يا مونا بهاي من إخراج راجكومار هيراني.

## وفيات

### سبتمبر
- 6 سبتمبر – آغا شاهي (مواليد 1920) دبلوماسي باكستاني.

### نوفمبر
- 22 نوفمبر – أسيما كاطرجي (مواليد 1917) كيميائية هندية.

### ديسمبر
- 1 ديسمبر – صفي الرحمن المباركفوري (مواليد 1943) كاتب سير هندي.